# Elphinstone (East Lothian)
Elphinstone est un village situé dans l’East Lothian, en Écosse.